# Bouvesse-Quirieu
Bouvesse-Quirieu település Franciaországban, Isère megyében. Lakosainak száma 1493 fő (2022. január 1.). Bouvesse-Quirieu Briord, Montagnieu, Serrières-de-Briord, Charette, Courtenay, Creys-Mépieu és Montalieu-Vercieu községekkel határos.

## Népesség
A település népességének változása:
| Lakosok száma | 1039 | 1067 | 998  | 1262 | 1480 | 1504 | 1512 | 1542 | 1525 | 1493 |
|               | 1968 | 1982 | 1990 | 2006 | 2013 | 2015 | 2017 | 2019 | 2020 | 2022 |